# Штюлер, Фридрих Август
Фридрих Август Штюлер (нем. Friedrich August Stüler; 28 января 1800, Мюльхаузен, Тюрингия — 18 марта 1865, Берлин) — немецкий архитектор и градостроитель Берлина периода историзма, ученик и последователь Карла Фридриха Шинкеля. Самыми известными творениями архитектора считаются здание Нового музея, а также купол и триумфальная арка главного портала уничтоженного в 1950 году здания Королевского дворца в Берлине.

## Биография и творчество
Фридрих Август Штюлер происходил из старинной, знатной семьи. Его предки в разное время были влиятельными купцами, сенаторами и советниками города Мюльхаузен в Тюрингии. Один из предков архитектора — Людвиг Гельмбольд — был известным поэтом и автором лютеранских гимнов. Родители Фридриха Августа: Иоганн Готфрид Штюлер (1753—1821) и Иоганна Фридерике Генриетта Штюлер, урождённая Рейнхольд (1773—1827).

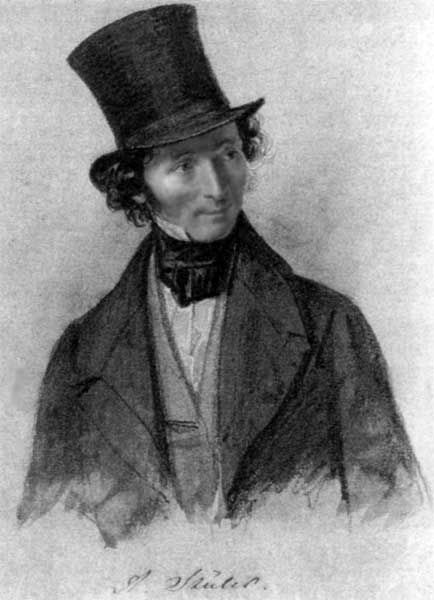
Фридрих Август Штюлер. 1840

Фридрих Август Штюлер с 1818 года учился в берлине, в том числе у Карла Фридриха Шинкеля. В 1829 и 1830 годах Штюлер побывал со своим другом Эдуардом Кноблаухом и дрезденским архитектором Вольдемаром Германом побывал во Франции и Италии. Он много путешествовал, изучая архитектуру разных стран. В 1831 году с Генрихом Штраком был в России. В 1842 году он был в Англии, в 1858 году — снова в Италии. В 1831 году Штюлер стал строительным инспектором, в 1832 году — главным инспектором и директором комиссии по строительству Королевского дворца в Берлине. Он также был одним из основателей в 1824 году Берлинской ассоциации архитекторов (Architektenvereins zu Berlin).
В декабре 1837 года в Санкт-Петербурге произошёл пожар, который уничтожил большую часть интерьеров императорского Зимнего дворца. В «возобновлении интерьеров» приняли участие все крупные архитекторы России. Однако, кроме этого, император Николай I задумал обновить и фасады. Через своего тестя прусского короля Фридриха Вильгельма III он объявил конкурс в Берлинской ассоциации архитекторов. Ф. А. Штюлер и В. Штир разработали, согласно мировоззрению эпохи историзма и собственным весьма туманным представлениям о «восточных искусствах», два варианта новых фасадов дворца: в «мавританском» и «московском» стилях. Однако император, рассмотрев эти и другие проекты, приказал оставить фасады в прежнем виде, сохранив изначальный стиль барочно-рокайльных фасадов дворца постройки Б. Ф. Растрелли.
С 1840 года при короле Пруссии Фридрихе Вильгельме IV для Штюлера открылась важная сфера деятельности, в 1842 году он был назначен «Королевским архитектором». Строительная программа нового короля основывалась на возвращении церковной архитектуры к мотивам раннехристианских и романских построек. Например, колокольня римской церкви Санта-Мария-ин-Козмедин XII века послужила образцом для колокольни Потсдамской Фриденскирхе. Штюлер взял на себя организацию строительства Фриденскирхе после смерти Людвига Персиуса. Во время совместной поездки в Италию с Фридрихом Вильгельмом IV зимой 1858—1859 годов Штюлер испытал влияние архитектуры итальянского средневековья и кватроченто. По возвращении в Берлин он использовал эти впечатления во многих проектах и постройках, в том числе в планах возведения нового Берлинского Собора (его идеи были частично реализованы в последующих проектах собора).
Выступая на фестивале в связи с восьмидесятилетием со дня рождения Шинкеля (Schinkelfest) в 1861 году, Штюлер рассказал о сотрудничестве с королём: «В отношении большинства зданий король не был удовлетворён тем, что ставил перед художником задачи и оставлял их на произвол судьбы, он любил набрасывать основную идею зданий, которые должны были быть реализованы, более или менее проработаны, в небольшом масштабе, и только дальнейшую разработку доверял архитектору».
Для Берлина Штюлер проектировал здание Кордегардии напротив дворца Шарлоттенбург. В рамках общего проекта реконструкции Музейного острова строил Новый музей (1843—1855), Старый музей (проект К. Ф. Шинкеля, 1822—1830) и Старую национальную галерею (проект Штюлера 1865 года по эскизу короля Фридриха Вильгельма IV, постройка 1869—1876 годов под наблюдением Генриха Штрака). Как королевский архитектор, Штюлер также спроектировал купол нового Королевского дворца.
Среди других построек Штюлера за пределами Берлина: здание ратуши в Перлеберге, замок Штольценфельс на Рейне (по проекту Шинкеля), Шверинский замок, Старая фондовая биржа на Паульсплац во Франкфурте-на-Майне, несколько великолепных построек в парке Сан-Суси, Николаикирхе в Потсдаме (проект К. Ф. Шинкеля), Дом Лютера в Виттенберге, новое здание Университета Альбертина в Кёнигсберге на Парадеплац, башня церкви Святой Марии в его родном городе Мюльхаузен, Шведский национальный музей в Стокгольме, Замок Базедов, университетское здание, вероятно, фасад Королевских ворот и Росгартенские ворота, неоготический шпиль башни и реконструкция замкового Зала московитов в Королевском замке в Кёнигсберге, здание Венской академии наук в Будапеште, замок Гогенцоллерн, обелиск «Славной памяти Лестока, Дирика и их братьев по оружию» в Прейсиш-Эйлау, кирхи в Росситтене. 
В обязанности королевского архитектора Фридриха Штюлера входило создание рисунков изделий декоративно-прикладного искусства: фарфоровой посуды, отливок из бронзы, изделий из серебра и многое другое. С 1849 года Штюлер был одним из директоров Берлинской строительной академии. В 1858 году он был награждён золотой медалью Королевского института британских архитекторов (RIBA), в том же году стал кавалером Прусского ордена Pour le Mérite («за заслуги в области науки и искусства»). В 1864 году был принят в качестве иностранного члена Парижской Академии изящных искусств.
Фридрих Август Штюлер скончался в Берлине в 1865 году. Его могила на кладбище Доротеенштедтиш является «почётной могилой города Берлина». Его именем названа улица (Stülerstraße) в правительственном районе столицы Германии. В его родном городе Мюльхаузен с 1887 года также имеется Штюлерштрассе. В 2012 году «Друзья музеев Мюльхаузена» создали постоянный проект «Приз спонсоров имени Фридриха Августа Штюлера» (Friedrich-August-Stüler-Förderpreis).

## Галерея

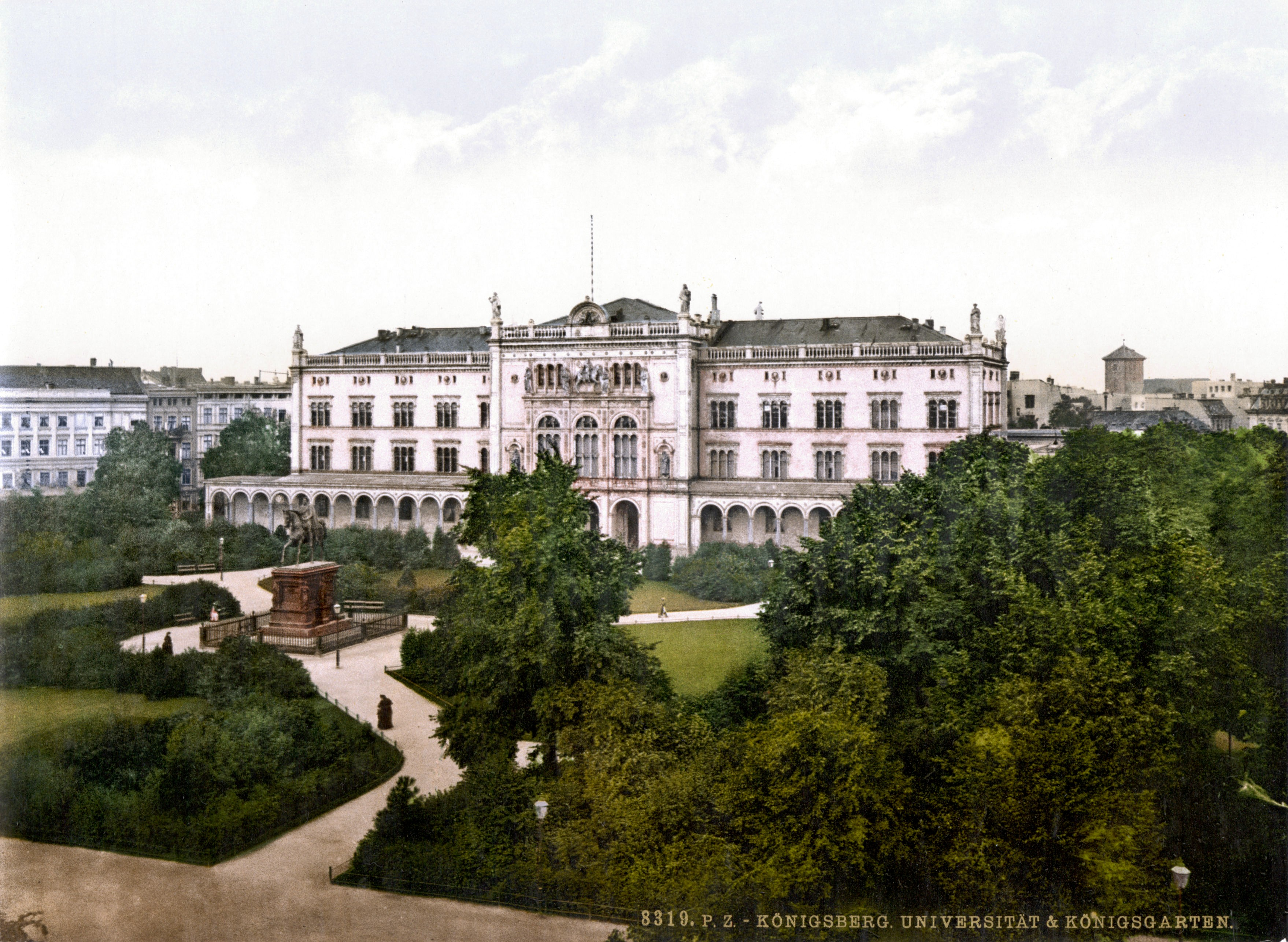
Новое здание Кёнигсбергского университета (Альбертина) на Парадеплац, Кёнигсберг. 1862
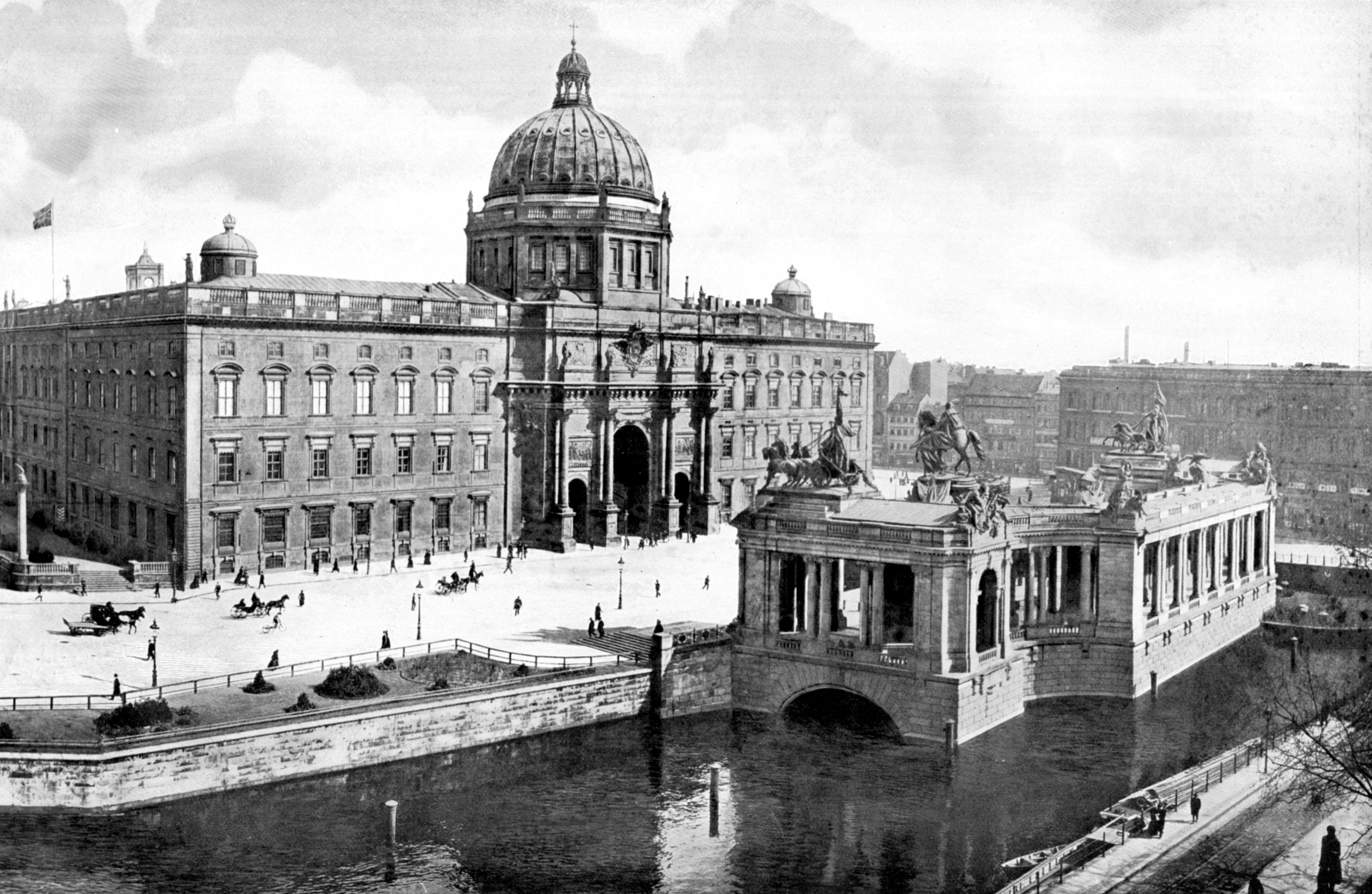
Королевский дворец в Берлине. Фотография 1900 года
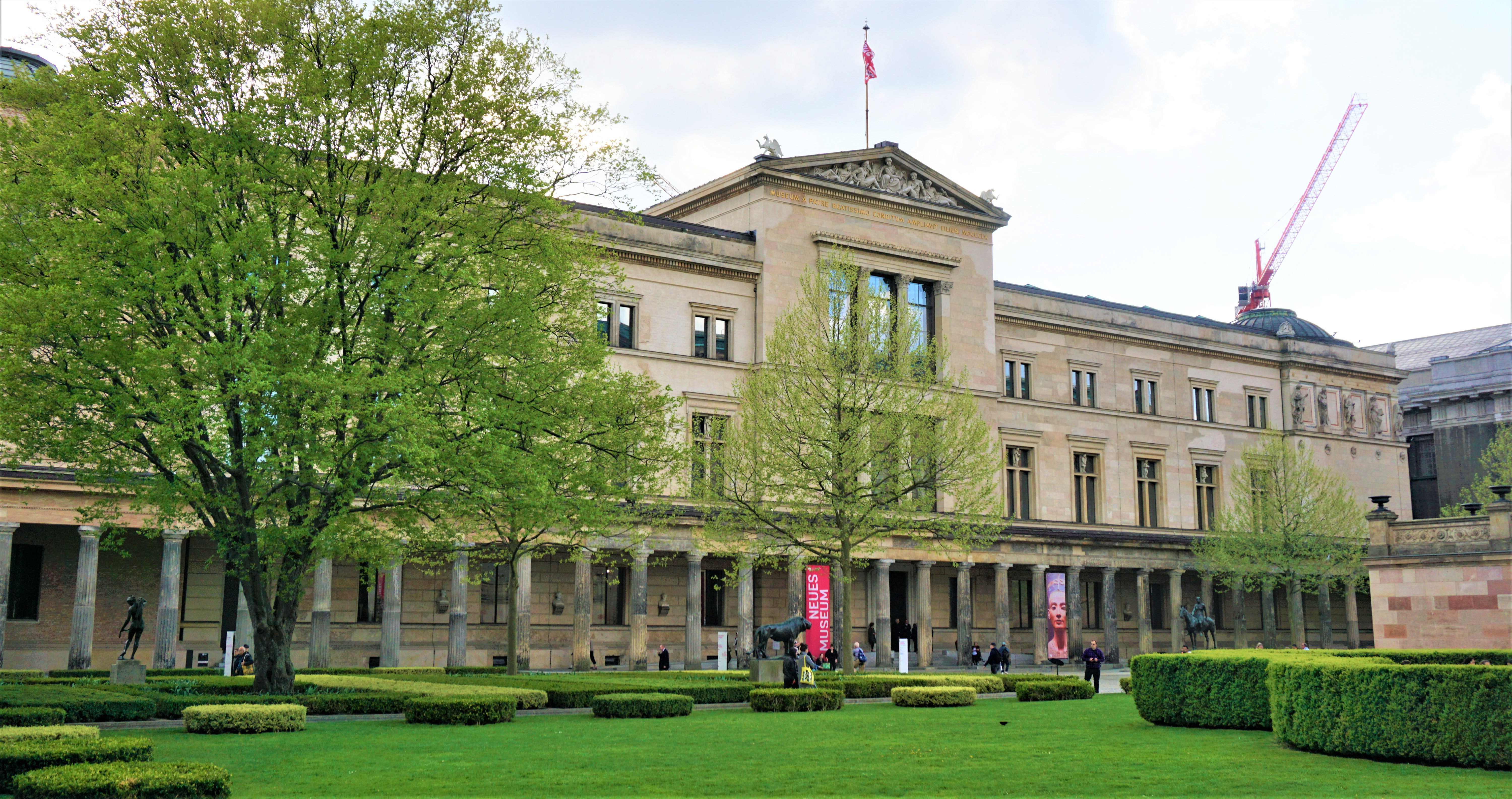
Новый музей в Берлине. 1843—1855
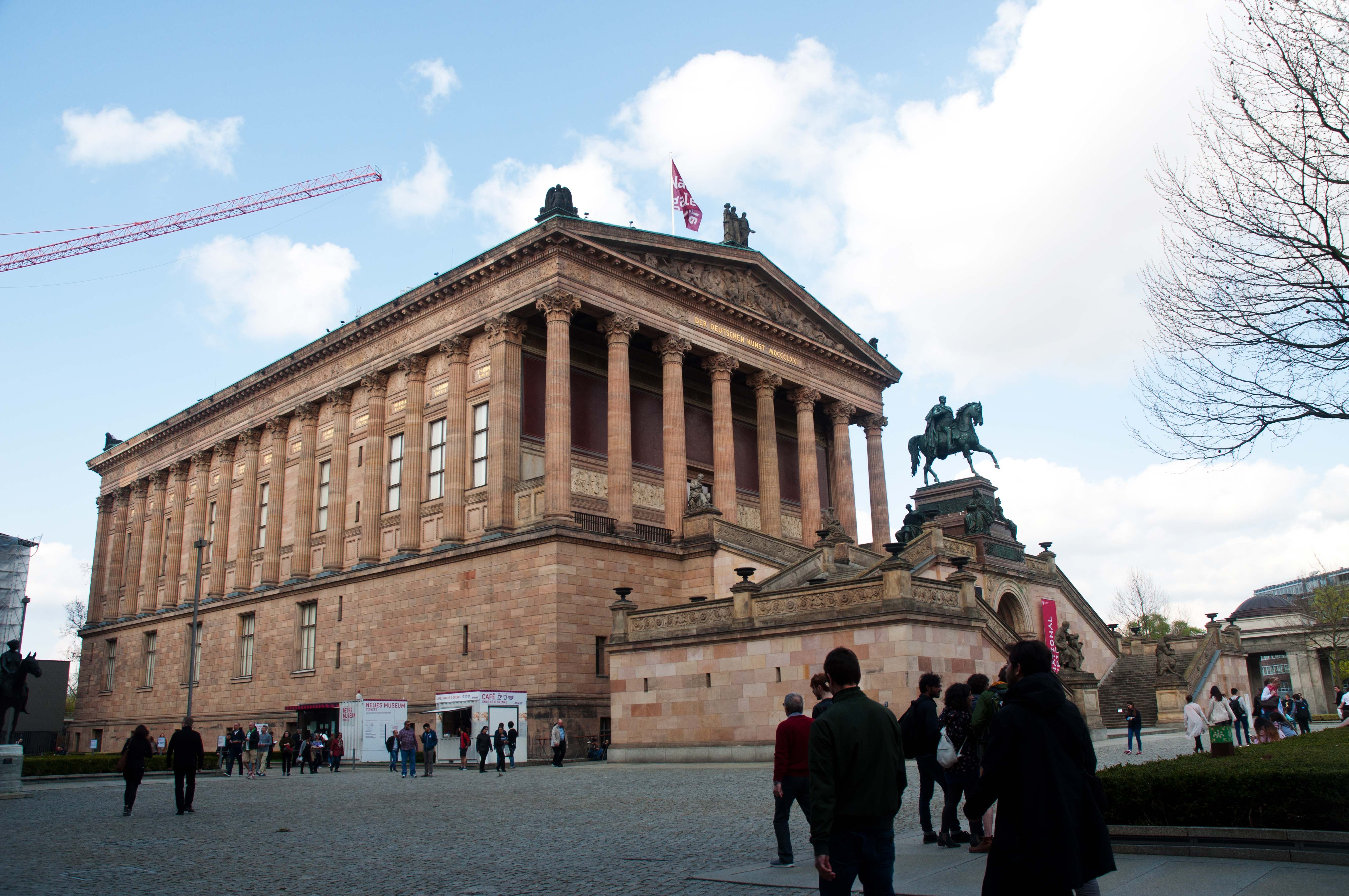
Старая национальная галерея в Берлине. Проект 1865 года
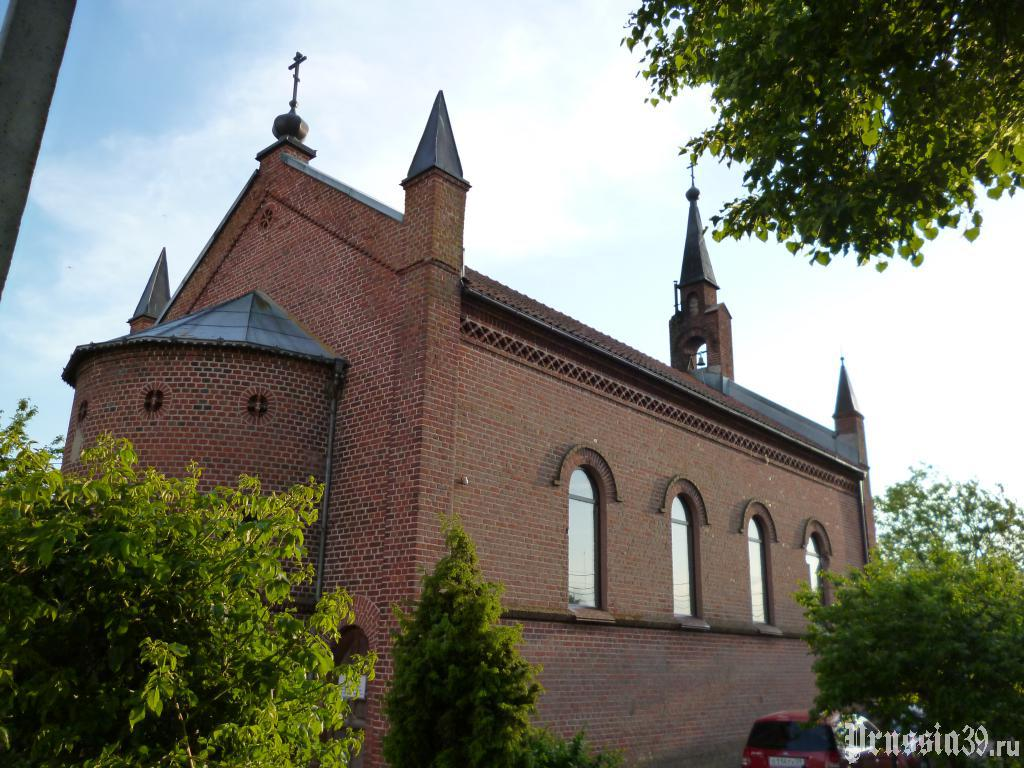
Кирха Росситтена (ныне православный храм Сергия Радонежского). 1873